# Стефано Гаруті
Стефано Гаруті (італ. Stefano Garuti, нар. 15 липня 1959, Руб'єра) — італійський футболіст, що грав на позиції захисника. По завершенні ігрової кар'єри — тренер. З 2020 року очолює тренерський штаб команди «Піза Овест».
Виступав, зокрема, за клуби «Болонья» та «Авелліно», а також молодіжну збірну Італії.

## Клубна кар'єра
У дорослому футболі дебютував 1976 року виступами за команду «Болонья», в якій провів три сезони, взявши участь у 45 матчах чемпіонату.
Згодом з 1979 по 1984 рік грав у складі команд «Барі» та «Піза», отримавши підвищення до Серії А в сезоні 1981/82 років з «Пізою». Своєю грою за цю команду привернув увагу представників тренерського штабу клубу «Авелліно», до складу якого приєднався 1984 року. Відіграв за команду з Авелліно наступні чотири сезони своєї ігрової кар'єри.
Протягом 1988—1989 років захищав кольори клубу «Перуджа», а завершив ігрову кар'єру у команді «Рондінелла», за яку виступав протягом 1989—1990 років. За свою кар'єру він провів загалом 132 матчі та 3 голи в Серії А та 107 матчів і 2 голи у Серії B.

## Виступи за збірні
1977 року дебютував у складі юнацької збірної Італії (U-20), у її складі був учасником тогорічного молодіжного чемпіонату світу і загалом на юнацькому рівні взяв участь у 3 іграх.
1979 року залучався до складу молодіжної збірної Італії. На молодіжному рівні зіграв у 2 офіційних матчах.

## Кар'єра тренера
Після завершення кар'єри футболіста він став тренером, сидячи на лавці різних нижчолігових команд. У сезоні 2002/03 з «Баньйолезе» виграв чемпіонат Еччеленца Емілія-Романья та Кубок Емілія-Романья.